# Liste der Monuments historiques in Noyon
Die Liste der Monuments historiques in Noyon führt die Monuments historiques in der französischen Gemeinde Noyon auf.

## Liste der Bauwerke
| Bezeichnung                            | Beschreibung                  | Standort                         | Kennzeichnung | Schutzstatus | Datum | Bild           |
| -------------------------------------- | ----------------------------- | -------------------------------- | ------------- | ------------ | ----- | -------------- |
| Brunnen                                | Erbaut 1770                   | Place de l’Hôtel-de-Ville (Lage) | PA00114788    | Classé       | 1924  | weitere Bilder |
| Gebäude                                | Erbaut 1765                   | 9, rue Saint-Eloi                | PA00114791    | Inscrit      | 1943  |                |
| Ehemaliges Hôtel-Dieu                  | Erbaut im 17. Jahrhundert     | (Lage)                           | PA00114790    | Classé       | 1927  | weitere Bilder |
| Ehemalige Kathedrale mit Nebengebäuden |                               | (Lage)                           | PA00114786    | Classé       | 1840  | weitere Bilder |
| Hôtel de ville                         | Erbaut ab dem 16. Jahrhundert | (Lage)                           | PA60000019    | Classé       | 2004  | weitere Bilder |
| Hôtel Arnette                          | Erbaut 1772                   | Rue de Paris (Lage)              | PA00114789    | Inscrit      | 1951  |                |
| Kirche Ste-Marie-Madeleine             | Erbaut ab dem 12. Jahrhundert | (Lage)                           | PA60000009    | Inscrit      | 1996  | weitere Bilder |
| Ehemaliger Bischofspalast              | Erbaut im 18. Jahrhundert     | (Lage)                           | PA00114787    | Classé       | 1886  | weitere Bilder |
| Kanonikerhäuser                        | Erbaut im 17./18. Jahrhundert | (Lage)                           | PA00114792    | Classé       | 1943  | weitere Bilder |

## Liste der Objekte
- Monuments historiques (Objekte) in Noyon in der Base Palissy des französischen Kultusministeriums